# Дни нашей жизни (телесериал)
«Дни нашей жизни» (англ. Days of Our Lives) — американская дневная телевизионная мыльная опера, долгое время транслировавшаяся на телеканале NBC в США с 8 ноября 1965 года, а в настоящее время — на платной онлайн стрим-платформе телеканала — Peacock. Основной сюжетной линией сериала является — повествование о жизни семей из среднего класса американских психиатров — Хортонов и Брэди, с их проблемами и перипетиями в вымышленном городке Салем, также затрагивающее медицинскую и психологическую тематику. С развитием сериала, другие, приближенные к ним семьи, такие как Диммера и Кирриакиссы — тоже стали широко представленными в эфире. Шоу стало одним из самых долгоиграющих в списке NBC и первой цветной мыльной оперой на этом телеканале, и выиграло множество премий Эмми и вплоть до августа 2022 года оставалось единственной мыльной оперой, транслировавшейся на этом канале Помимо США её показ проходит во многих странах мира. С самого начала его запуска в 1965 году на телеканале и общей идеи создания в 1964 году исполнительными продюсерами были — Тед и Бетти Кордей — до 1986 года, когда их сын — Кен — занял место исполнительного продюсера, а Альберт Аллар — занял место со-исполнительного продюсера, в конце концов — узурпировав обязанности четы Кордей, после того как Бетти — отказалась от своей должности. Сериал был создан ими — на базе совместной площадки производства: Corday Productions и Sony Pictures Television. К созданию сериала также приложила и руку — Айрна Филлипс(создательница также и других мыльных опер — позже ставшими конкурентами: «Дней» — на NBC, таких как: «Другой Мир», а также её бывших соперников по CBS, таких как: «Как вращается мир» и «Путеводный свет»), которая в первые годы работала редактором сюжетных линий в телесериале, а многие из самых ранних сюжетных линий в шоу были написаны популярным в США сценаристом — Уильямом Джи Беллом, который, тем не менее, ушёл из сериала в 1975 году, чтобы полностью посвятить себя созданному им также — телесериалу: «Молодые и дерзкие», который он создал для сетки телеканала CBS в 1973 году. За всё время своей истории сериал также сумел обзавестись несколькими матриархами — сами маститыми и продолжительными актрисами на шоу — которые снимались в нём дольше других или снимаются до сих пор — среди них: Фрэнсис Рид (Играла — Элис Хортон: в роли матриарха семьи Хортонов и жены доктора — Тома Хортона (которого сыграл — Макдональд Кэри и который оставался главным мужским патриархом, возглавляемый семейный клан Хортонов, соответственно и оставался таким вплоть до своей смерти в 1994 году) по контракту — актриса снималась в этой роли с момента трансляции первого эпизода, то есть: с 8 ноября 1965 года — до 2010 года, то есть до своей смерти, но фактически покинула шоу после своих последних появлений в декабре 2007 года), Сьюзанна Роджерс, которая начала сниматься в «Днях» в августе 1973 года и снимается там — до сих пор(Совсем недавно Роджерс отметила общее 40-летнее пребывание своего персонажа в сериале.), в то время как Сьюзан Сэфорт Хейс — стала второй — после Роджерс — по продолжительности актрисой на сегодня за все свое время пребывания в «Днях», ещё после того как её персонаж — Джули Олсон, которого представляла изначально до декабря 1968 года другая актриса — был переделан и пересмотрен сценаристами и продюсерами под неё, Дидри Холл (исполняющая роль многострадальной — Марлены Эванс), которая стала — третьей по продолжительности актрисой на сегодняшний день, будучи введена в сериал ещё в 1976 году… Успех и быстро набирающие свою высоту рейтинги этой мыльной оперы в середине 1970-х позволили продлить минутный промежуток серии с 30 минут до 60 с 21 апреля 1975 года. Дни нашей жизни являются синдицированным продуктом для трансляции во многих странах мира с момента своего пилотного эпизода, а также самой распространенной мыльной оперой на территории США и в настоящее время являются второй по продолжительности мыльной оперой в стране. После завершающего тренда отмены дневной линейки других мыльных опер, которые транслировались на этом телеканале в конце 90-х — в начале 00-х, таких как: «Страсти» — вплоть до 2007 года, «Дни нашей жизни» — оставались единственной дневной мыльной оперой в сети телеканала NBC. 9 сентября 2022 года, тем не менее, после того, как NBC 3 августа 2022 года — объявил, что сериал продлен вплоть до сентября 2023 года, но руководство канала всё-таки решило снять его с постоянной телевизионной повестки, переместив при этом «Дни нашей жизни» на стриминговую онлайн платформу сети NBC — начиная с 12 сентября, после 57 лет его в телеэфире вышла его — 14 418-я — серия, завершающая фактически его теле-трансляцию на телеканале NBC, но не завершающая сериал в целом, так таковой.

## История создания и развития сериала

### Создатели, концепция и совместная площадка
Сериал был задуман супругами Тедом и Бетти Кордей совместно с Айрной Филлипс в 1964 году и создан на площадке совместного производства — Corday Productions и Sony Pictures Television, пилотная серия 1-го сезона была запущена 8 ноября 1965 года и на сегодняшний день сериал уверенно приближается к своему 60-му сезону, к 15000-серийному рубежу, и к своему 60-летнему юбилею. Автором множества и большинства первых эпизодов сериала был популярный в США сценарист в то время — Уильям Дж. Белл.
Супруги Кордей и Белл, объединив усилия, смешали идею «традиционного больничного мыла» с традиционными сюжетными линиями в мыльных операх, сосредоточенными на семейных сюжетах, создав сериал и мыльную оперу о семье врачей, в том числе и о тех, кто работал в психиатрической больнице. Сюжетные линии сериала обозревали жизнь профессионалов среднего и высшего класса в маленьком городке Салем — городе в Средней Америке, с обычными перипетиями любви, брака, развода и семейной жизни, а также различными медицинскими сюжетными историями, а также исследовали и изучали характеры людей с различными психологическими проблемами. Бывший продюсер Аль Рабин гордился созданными страстями своих персонажей, говоря о них то, что «они — не стеснялись делиться с другими тем, что их действительно беспокоило в их душе».

### Первоначальные отзывы критиков и их похвала в 1970-х годах
Первоначально критики хвалили сериал за отсутствие традиционной опоры на ностальгию (в отличие от «традиционных» мыльных опер в плане изображения американских семей — таких как, к примеру: «Как вращается мир») и за изображение «настоящих, современных американских семей сегодняшнего дня». К 1970-м годам критики считали «Дни нашей жизни» довольно самой смелой дневной драмой, благодаря использованию и введению в свою повестку таких острых социальных на тот момент тем, которые другие дневные телесериалы того периода не осмеливались бы затронуть, таких как: искусственное оплодотворение или межрасовый, межэтнический роман и брак.

### Отметки славы сюжетных линий «Дней», актёров и персонажей сериала — вне телеэфира
Экранная слава «Дней нашей жизни» и рейтинги этой мыльной оперы достигли таких высот, что её актёры, такие как: Билли Хейс и Сьюзан Сэфорт Хейс, сумели даже «проникнуть» и «покрасоваться» на обложке журнала Time — выпуска от 12 января 1976 года, где они были изображены вместе, рука об руку, и они оказались чуть ли не единственными актёрами как и из всего «дневного мыла» за весь период его истории, так и из «Дней нашей жизни», которые когда-либо появлялись на обложке этого журнала… Сами Хейсы в результате знакомства на съёмках — стали парой, чей роман на экране и в реальной жизни (они познакомились во время киносъёмок в сериале в 1970 году, чтобы в конце концов пожениться — в 1974 году) широко освещался как «жёлтыми журналами мыльных опер», так и главной, основной передовицей прессы. Шоу также стало одной из первых дневных драм в списке NBC, которое обыграло тематику хоррора, а также психологического и мистического триллера — в своей ежедневной повестке — ещё в начале 1980-х благодаря сюжетной линии Маргарет Деприст (что возможно также было «писательским откликом» в мыльных операх и в индустрии развлечений на побег из тюрьмы известного американского серийного убийцы 70-х — Тедда Банди), которая надеялась стабилизировать рейтинги, введя первой — в истории среди всех «традиционных мыльных опер» до этого — злобного серийного убийцу, убивающего многих персонажей, а также двух сестёр-близнецов — Марлену Эванс и её злобную сестру — Саманту, последняя к несчастью для Марлены была убита по ошибке, когда тот перепутал её с Марленой, втайне охотясь за Марленой, и убивая на пути к ней многих других женщин в городе, но, к счастью для Марлены, к ней пришел на помощь и стал её благоявленным спасителем — её новый знакомый — полицейский Роман Брэди. Шоу стало известным далеко за пределами телезрительской аудитории базы NBC, благодаря введению многострадальной Марлены, которая несколько раз находилась в эпицентре сюжетной линии с серийным убийцей в начале 1980-х и в сюжетной линии 2003—2004 года, но как оказалось — в последней ей лишь приснилось, что она была серийным убийцей, убивавшим членов своей семьи и близких друзей, будучи под воздействием одурманивающего гипноза и вместе с другими жителями Салема — похищенной на тропическом острове Мелсвен, а также дважды находилась во власти Сатаны, который завладел её душой, устроив настоящий террор и ужас жителям её маленького городка Салем — в 1995-м и в 2021 году — также, и в то же время наделив её тело сверхъестественными левитационными способностями. Экранная слава Марлены Эванс — достигла таких высот, что привела к тому, что этот персонаж был запечатлен вне шоу в качестве очередной куклы из пакета: «Барби»…

### Общий кульминационный сюжет сериала
Общей кульминацией и общим клиффхэнгером этой мыльной оперы — стал катастрофический серийный миницикл — с захватом тонущего корабля психопатом по имени Эрнесто — под названием «Круиз Обмана», который, в конечном итоге, затонул в море ещё в начале 1990-х годов.

### Утвержденный телесериалом тренд: «лже-гибели» — в дневных драмах
Сюжетные линии с различными персонажами, переживающих многократную «лже-гибель» и исчезновения, позволили добиться невероятного успеха среди зрителей, например с отрицательно-положительной героиней — Карли Мэннинг, которая была похоронена заживо в гробу в сюжетной линии Джеймса Рэйли в 1993 году на несколько недель — злодейкой — Вивиан — которая накачала её отравляющими онемевающими, погружающими в «немой», летаргический сон — травами, замуровав её заживо в гроб и втайне «похоронив» её под землёй, и в то же время: положив туда всё необходимое для обитания внутри, несколько недель при этом насмехаясь над ней через оставленные ею в гробу динамики по микрофону. Тем не менее, традиционная консервативная критика Средней Америки — встретила с тухлыми дынями, помидорами и ножницами данные эксперименты в 1990-х годах, жёстко начиная поливать «помоями критики» этот сериал за данное введение сверхъестественного в сюжет, так как для многих из них это сразу же было воспринято как отход от более реалистичных, нужных и действенных «современных» сюжетов, благодаря которым шоу изначально стало известно. Тем не менее, эти сюжетные линии обрели желаемый эффект, сделав «Дни нашей жизни» самым популярным дневным сериалом среди женщин молодого и среднего возраста, а также войдя в пятёрку самых прибыльных шоу производства NBC за всё время «истории мыла». Тем не менее, актёр «Дней» Мэтью Эшфорд, говоря о своём персонаже — Джеке Деверо — поиронизировал и саркастически пошутил над трендами, заданными и утверждёнными NBC — в шоу о персонажах, переживающих многократную «гибель», а позже — столько же раз воскресающих перед зрителями самым невероятным образом, так как данный, утвержденный NBC — тренд «лжегибели» и вправду доходил порой до абсурда (хотя «Дни нашей жизни» не являлась единственной мыльной оперой в списке NBC, где он использовался, так как например, в Санта-Барбаре и в Сансет Бич, тоже его зачастую использовали, также как и слешерные и хоррорные сюжетные линии с маньяком-убийцей, но именно «Дни нашей жизни» — стали первой мыльной оперой, где данные тренды активно задали и утвердили на NBC и начали их активно использовать в мыльной опере в целом), который, по его мнению, словно «прибыл» — из мультяшной вселенной: Cartoon Network. В своём интервью он сказал: "Это трудно играть, потому что в определённый момент это становится слишком и очень нереальным и весьма маловероятным… Мои друзья из нашего актёрского состава смотрят на всё это и начинают думать: «Что же это? Это что? — „Жмурки и издевательства мультяшной сети“?» (По иронии судьбы, Джек, которого сыграл Эшфорд, был «убит» — в четвёртый раз в результате аварии лифта, связанной со взрывом — в августе 2012 года, только для того, чтобы в очередной раз снова «воскреснуть из мёртвых» — в декабре 2018 года). Также шоу стало известно тем, что для того, чтобы отвлечь внимание зрителей от других телеканалов других телевизионных сетей, например, от сети: ABC, каналы которой в то время были сосредоточены на обзорах Летних Олимпийских Игр 1984 года, сценаристы не гнушались использовать традиционные американские образы «Скарлетт О’Хара» и «Ретта Батлера» из «Унесённых ветром» — в одноимённой сюжетной линии этого же года, в наряды и костюмы которых переоделась пара героев — Хоуп Уильямс Брэди и Боу Брэди, скрываясь на южной плантации страны от тайного преследования.

### Отметки сериала в премиях: «Эмми» и в других теле-наградах
В дополнение к нашумевшему признанию критиков в печатных СМИ, сериал также получил ряд наград, в том числе и Дневную премию «Эмми» за лучшую драму в 1978-м и в 2013 году и Премию Гильдии писателей Восточной Америки — Премию — за лучшую драму: в 2000-м и 2013 году. Среди актёров «Дней нашей жизни», также получивших свои отдельные награды, были: Макдональд Кери (доктор — Том Хортон), который выиграл свою премию за лучшую мужскую роль в 1974-м, в 1973 году. и в 1975 году, Сьюзан Фланнери (Лора Хортон) и Эйлин Дэвидсон (Кристен Димера) — которые выиграли свои награды за лучшие женские роли в 1975 году и
в 2014 соответственно. Сюзанна Роджерс (Мэгги Хортон), Лиэнн Ханли (Анна ДиМера) и Тамара Браун (Ава Витали) — выиграли же свои премии — за лучшие женские роли второго плана в 1979 году, а также в 1986 и в 2009-м, соответственно, а Билли Вэрлок (Френки Брэди) — выиграл свою премию, как самый лучший молодой актёр 1988 года. А в 2009 году Дэрин Брукс (Макс Брэди) — увёз к себе домой статуэтку «Эмми», как самый лучший молодой актёр мужского пола", в то время как Тамара Браун (Ава Витали) получила свою награду за «Лучшую Молодую Женскую Роль Второго Плана», что стало одними из первых актёрских побед в сериале для 21-летнего молодого человека и для 23-летней молодой женщины за последнее время. «Дни нашей жизни» являются второй по продолжительности мыльной оперой на момент сегодняшнего дня и третьей по продолжительности за всё время их истории в США, после: «Главного Госпиталя» и уже закрытого навсегда: «Направляющего света». Среди всех телепоказов эта мыльная опера занимает четвёртое место в мире по количеству эпизодов. А в январе 2013 года количество эпизодов сериала перевалило за 12 000.

### Общий тренд на снижение рейтингов в сериалах с 1990-х годов
Как и во всех других мыльных операх других телеканалов других сетей, рейтинги: «Дней нашей жизни» подверглись общему тренду их снижения в дневных мыльных операх и в дневных программах с 1990-х годов. В январе 2007 года NBC предположил, что шоу «вряд ли будет продолжаться на NBC по завершении 2009 года».

### История продления телесериала в 2000-х годах вплоть до его 45-летнего юбилея
В ноябре 2008 года, в одиннадцатичасовом решении, было объявлено, что шоу продлено до сентября 2010 года. Продление сериала на 18 месяцев — было несколько меньшим по сравнению с предыдущим продлением, когда сериал был продлён на пять лет. Шоу в некотором роде вернулось к жизни в 2009 году и с течением этого года рейтинги росли. В марте 2010 года шоу было продлено ещё раз — на этот раз — до сентября 2011 года; затем снова 8 ноября 2010 года, в 45-ю годовщину шоу, шоу было продлено ещё на два года до сентября 2013 года, с возможностью продления ещё на один год, что позволило бы сохранить сериал до 2014 года, то есть — его 49-го года в телеэфире. Затем сериал получил двухлетнее продление в январе 2014 года, которое, тем не менее, продлилось до сентября 2016 года. В начавшееся 8 ноября 2010 которое также ознаменовало 45-летие «Дней нашей жизни», шоу начало транслироваться и перестроилось под телевидение высокой четкости.

### История продления телесериала в 2010-х годах после "перезагрузки"
26 сентября 2011 года шоу пережило свою официальную "перезагрузку" в попытке вернуть свою "уплывшую аудиторию", привлечь давних преданных поклонников, начать новые истории и повысить рейтинги. Бывшие любимчики фанатов были вновь представлены в рамках этой перезагрузки. Среди них были такие персонажи, как: Джек Деверо (Мэтью Эшфорд), Кэрри Брэди (Кристи Кларк) и Остин Рид (Патрик Малдун). Все трое, включая актрису Сару Браун, были уволены из шоу в попытке снизить производственные затраты. Перезагрузка была встречена неоднозначными отзывами среди критиков сериала. Главные авторы, нанятые для проведения перезагрузки Марлен Макферсон и Даррелл Рэй Томас-младший впоследствии были уволены из-за снижения рейтингов. Кристофер Вайстелл и бывший исполнительный продюсер "Дней" — Гари Томлин были вновь наняты после увольнения в рамках обновления телесериала. Лауреат дневной премии "Эмми" Лоррейн Бродерик — была принята на работу в качестве главного члена команды сценариста текучки в апреле 2012 года. В то же примерное время "Дни нашей жизни" — были отмечены как четвёртая по продолжительности в плане общего количества часов на телевидении — мыльная опера в Соединённых Штатах.
30 ноября 2014 года NBC представила обновлённый логотип «Дней нашей жизни» на Голливудском Рождественском параде 2014 года в честь 50-летия сериала. 11 февраля 2016 года телеканал NBC продлил "Дни нашей жизни" на один год с возможностью продления ещё на один год. В январе 2017 года, обсуждая возможность продления сериала, председатель NBC Боб Гринблатт заявил: "Мы не принимаем решение за других за пару месяцев. [...] Но я думаю, что это еще не конец".
В феврале 2017 года NBC официально продлил "Дни нашей жизни" ещё на один год. Дженнифер Салке, президент NBC Entertainment, объявила в своём заявлении: "Для нас большая честь иметь возможность продолжить замечательное наследие «Дней нашей жизни». [...] Мы благодарим исполнительного продюсера Кена Кордея и его команду за их невероятные достижения и с нетерпением ждём всех историй из Салема, которые наконец-таки продолжат своё развитие. В марте 2018 года телеканал NBC объявил о своём решении продлить "Дни нашей жизни" вплоть до осени 2019 года. Затем в январе 2019 года NBC продлил показ сериала вплоть до сентября 2020 года. В своём заявлении NBC Entertainment перед телезрителями объявило следующее: "Благодаря сценарию, в котором удается объединить культовых персонажей Салема с современными реалиями, Кен Кордей и его команда смогли открыть зрителям наследие телесериала в новую эру, которая находит отклик как у давних, так и у новых, молодых зрителей".

### Внутри-производственные судебные споры Corday Productions и Sony Pictures Television и "тормоза в производстве" — в связи с пандемией COVID-19
11 февраля 2019 года, через месяц после того, как NBC объявило о продлении "Дней" на 55-й сезон, "Corday Productions" подала иск о мошеннических нарушениях условий контракта против "Sony Pictures Television" между ними (которая находилась на тот момент в качестве сопродюсерской компании сериала и занималась международным распространением сериала ещё после того, как первоначальная продюсерская компания сериала Screen Gems была объединена с бывшей Columbia Pictures Television ещё в 1974 году) в Верховном суде округа Лос-Анджелес), утверждая, что Sony поставила сериал в невыгодное конкурентное положение по отношению и в пользу своего конкурента по CBS — с более высоким рейтингом "Молодых и дерзких". В иске "Cordey" о компенсации за ущерб в размере выплаты более 20 миллионов долларов утверждалось, что Sony Pictures вынудила Corday (которая поддерживает соглашение о разделе доходов, чтобы разделить любую прибыль и производственные затраты, превышающие бюджет, последний из которых финансируется NBC) покрыть дефицит бюджета на производство, предоставила им неточную отчётность, не смогла разрекламировать и уверенно предложить шоу с целью его дальнейшего  распространения на зарубежных рынках в определенных странах (включая Великобританию и Францию) и не смогла выплатить прибыль в пределах восьмизначного диапазона, а также договориться с NBC о лицензионном сборе, который принес бы Corday "разумную прибыль", 
так как была занята переговорами о более выгодных лицензионных вознаграждениях от CBS за трансляцию и показ его мыльной оперы "Молодые и дерзкие" и купилась на них  (даже несмотря на то, что доля Corday в доходах от дистрибуции за последние годы сократилась более чем на 50%). Кордей также утверждал, что руководители Sony Pictures выразили безразличие к "Дням нашей жизни", утверждая, что генеральный директор "Sony Pictures Entertainment" — Тони Винчикерра — якобы заявлял, что сериал больше не является приоритетом для компании и буквально "висит на волоске" от закрытия. Представители же Sony назвали предъявленные им претензии, выдвинутые в иске — "надуманными" и "необоснованными".
12 ноября 2019 года TVLine решила поведать телезрителям, что весь актёрский состав был освобождён от своих обязанностей по своим контрактам в рамках подготовки к ранее запланированному перерыву в производстве эпизодов сериала. Согласно отчётам по ожиданию возобновления шоу производство сериала должно было быть возобновлено к марту 2020 года. В отдельном отчёте, опубликованном журналом People, говорилось, что актёрам и съёмочной группе было известно о закрытии по "причинам дальнейшей плановой разметки". Десять дней спустя «Deadline Hollywood» объявила, что сериал будет продлён вплоть до сентября 2021 года. 29 января 2020 года NBC объявило, что продлило сериал и что официальное производство сериала возобновится в марте; на следующий день было объявлено, что актёры и съёмочная группа придут вновь на съёмочную площадку 3 февраля 2020 года. В марте 2020 года, однако, было объявлено, что производство "мыла" приостановлено до "дальнейшего уведомления" в связи с пандемией COVID-19. В июле 2020 года было объявлено, что производство "мыла" возобновится 1 сентября того же года. В следующем месяце, 12 октября, Deadline Hollywood сообщила, что производство мыла приостанавливается на две недели после положительного теста на COVID-19 у членов съёмочной группы. Производство возобновилось восемь дней спустя, 20 октября. В апреле 2021 года, когда производство шоу было приостановлено, NBC и Sony Pictures Television вступили в совместные переговоры о продлении телесериала. В следующем месяце было объявлено, что NBC и Sony Pictures Television достигли соглашения, продлевающего "Дни нашей жизни" до сентября 2023 года.

### Юбилей в честь 14000-й серии, продление сериала до 2023 года и завершение его телетрансляции на телеканале NBC
17 декабря 2020 года сценаристы и продюсеры решили отпраздновать это очередное долгожданное событие, когда сериал перешагнул отметку 14 000-й серии. Тем не менее 3 августа 2022 года телеканал NBC Universal исключил его из своей постоянной телевизионной повестки, поведав телезрителям, что сериал перемещается — начиная с 12 сентября — после 56 лет его трансляции в его сети на его телеканале — на его стриминговую потоковую онлайн-платформу Peacock, став тем самым единственным американским телеканалом из «Большой тройки» без дневного сериала/дневной мыльной оперы. 9 сентября 2022 года у «Дней нашей жизни» вышла в эфир его 14 418-я серия, завершающая фактически его телетрансляцию на канале NBC, но не завершающая сериал в целом в его общей сети, как таковой.

## История основных и известных сюжетных линий телесериала

### 1960-е - 1970-е

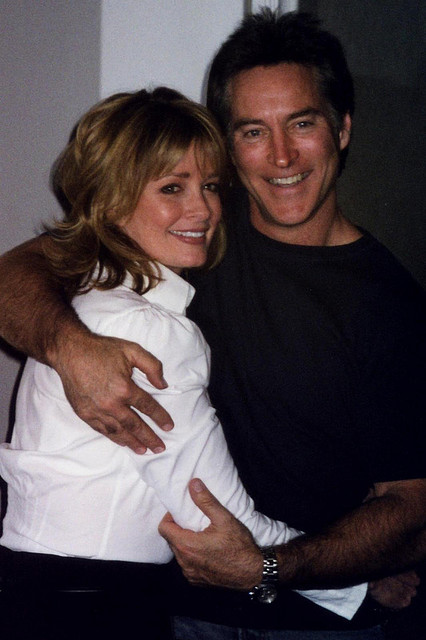
Давние актеры сериала - Дидри Холл и Дрейк Ходжестин - вместе, которые изображают супер-купл-пару в виде: Марлену Эванс и Джона Блэка, известны тем, что снимались в некоторых самых известных сюжетных линиях сериала.

Когда в 1965 году состоялась премьера «Дней нашей жизни», эфирное время сюжетных линии сериала вращалось вокруг падений и триумфов пригородной семьи Хортонов. Со временем в шоу были привлечены дополнительные семьи, которые взаимодействовали с Хортонами и вместе с ними стали дополнительными стартовыми трамплинами для более драматичных сюжетных линий. Первоначально, ведомые патриархом доктором Томом Хортоном и его женой, домохозяйкой - Элис, Хортоны остаются заметным элементом текущей преемственности поколений сегодня во многих сюжетных линиях. Одна из самых продолжительных сюжетных линий включала изнасилование жены Микки Хортона - Лоры - братом Микки -  Биллом. Лора доверяет эту тайну своему свекру доктору - Тому, и они оба соглашаются, что ее муж Микки никогда не должен знать. Тайна, связанная с истинным происхождением Майкла Хортона (который был зачат в результате изнасилования) и последующими проблемами со здоровьем Микки в результате ее внезапного разоблачения для него, охватывала серии с 1968-го по 1975-й  год. Эта сюжетная линия стала еще более сложной из-за присутствия Линды Паттерсон (первоначально исполняемая Маргарет Мейсон в течение многих лет, а позже Элейн Принси), которая утверждала, что ее дочь Мелисса была дочерью Микки. Когда Микки женился на прекрасной Мэгги Симмонс (Сюзанна Роджерс), Линда стала еще более вовлеченной в сюжетную линию в качестве главной злодейки шоу, выйдя замуж за богатого Боба Андерсона (Марка Тэпскотта) и взяв на себя управление производственным потенциалом компании  Андерсона, когда он стал болен. Сюжетная линия с участием Микки, Лоры и Билла была первой, которая привлекла внимание к шоу и поставила его на первое место в дневных рейтингах национальной системы рейтингов Нильсона. Еще один любовный треугольник, между лаунж-певцом Дугом Вильямсом, дочерью Тома и Элис - Адди и между ней и  собственной дочерью Адди - Джули -  оказалась очень популярной примерно в то же время. Кульминацией этой сюжетной линии -  стала смерть Адди в 1974 году и  свадьба Дуга и Джули - в 1976 году.

### 1980-е
В начале 1980-х годов в сериале были представлены семьи: Брэди и Димера, и их соперничество быстро закрепило за ними место в качестве основных семей в Салеме рядом с Хортонами. Примерно в то же время, с помощью таких  главных сценаристов Шери Андерсон, Тома Расина  и Лии Лайман - были добавлены сюжетные линии в таких жанрах как: боевик / приключенческий фильм для новых супер-купл-пар, таких как: Боу и Хоуп, Шейн и Кимберли, а также Пэтч и Кайла - способствовали некоторому оживлению шоу, которое ранее сосредотачивалось, в основном, на мелодраматическом отображении домашних и семейных проблем Хортонов.

### 1990-е - 2000-е
С 1990-х годов, с появлением на своем посту глав-сценариста Джеймса Рэйли, "Дни нашей жизни" перешел от традиционных сюжетов к некоторым сверхъестественным и научно-фантастическим историям, в сочетании извечными темами с почти мистическим противостоянием добра и зла, в стиле извечной вражды - Хэтфилда и Маккоя, то есть: Брэди против семьи Димера. При Рейли рейтинг поднялся до второго места и оставался на нем до тех пор, пока он не ушел в 1999 году, чтобы начать производство  собственно-созданного мыла: "Страсти". Несмотря на появление нового главного сценариста в лице Хогана Шеффера в 2006 году, рейтинги так и не смогли восстановиться до предыдущих значений, что заставило продюсеров шоу нанять нескольких давних и бывших любимчиков-персонажей фанатов, чтобы остановить злосчастную тенденцию падения рейтингов.

## Некоторые запомнившиеся, лучшие и шоковые сюжетные линии

### 1965-е-1990-е годы
В дополнение к любовным треугольникам: Билла / Лоры / Микки и Эдди / Дуга / Джули, "Дни" — имеют и другие запоминающиеся сюжетные линии, которые включают: историю 1968 года о Томе Хортоне-младшем, который по возвращении из Кореи находится в состоянии долговременной амнезии, страдая от неё и полагая, что он на самом деле не Том, а кто-то другой, а затем, не помня своего прошлого в Салеме продолжает роман (сам того не ведая и не подозревая вместе с ней об этом) — со своей младшей сестрой Мэри; протяженностью почти в 20 лет — трагический любовный треугольник с Марленой, Джоном и Романом, когда у Джона Блэка, страдающего от амнезии был роман с Марленой Брэди, которая в то время замужем за Романом; историю "Салемского душителя" 1982 года (Джейк Косичек, получивший прозвище "Джейк Потрошитель"), который преследует, душит и убивает женщин в городе на пути к своей главной жертве — Марлене Эванс, а также к её сестре-близнецу — Саманте и случайно убивает её вместо Марлены, нанеся Марлене Эванс и Роману Брэди — этим — серьёзный психологический удар, к счастью для Марлены — Роман, который был полицейским (а заодно и фактически её телохранителем) в то время, который в неё влюбился — останавливает и убивает его; одноимённую сюжетную линию: "Унесенные ветром", в которой Хоуп Уильямс Брэди и Боу Брэди решают отправиться и укрыться втайне от тайного преследования и охоты за ними на южную плантации страны — в нарядах и костюмах Скарлетт О’Хары и Ретта Батлера (придуманная, чтобы держать зрителей в курсе событий, в то время как другие мыльные сериалы других конкурирующих сетей, вроде ABC — были вытеснены на их каналах из-за сосредоточения на обозрении/освещении летних Олимпийских игр 1984 года); а также история: "Круиза обмана" в 1990 году, когда безумец и психопат Эрнесто Тоскано приглашает всех своих врагов на борт корабля "S.S.S. Лоретта", и, захватив их в заложники, держит их там в плену, который в конечном итоге тонет и скрывается под водой Тихого океана…
В 1992 году, когда шоу было частично переоборудовано, наряду с такими дополнениями, как обновлённые декорации и дебют Брэди Пауб, этот год включал также и добавление таких новых персонажей, вроде: Вивиан Аламейн, Лисанн Гарднер, Билли Риди, Кейт Робертс. Позже в том же году "Дни нашей жизни" также представили в рамках сериала — свою очень популярную подростковую сцену с новыми персонажами, такими как: Кэрри Брэди, которую сыграла Трейси Миддендорф, а затем снова вернулась к своей прежней роли — Кристи Кларк; несчастная и быстро постаревшая и повзрослевшая — Сами Брэди, которую сыграла Элисон Суини; Лукас Робертс, которого сыграл Брайан Даттило; Остин Рид, которого сыграл Патрик Малдун, а позже Остин Пек; младший брат Эйба Карвера Джона — Карвер, которого начал играть Тайм Льюис; Джейми Колдуэлл, которого начал играть Мириам Пэриш; и Венди Рирдон, которую начала играть Тэмми Таунсенд. Эти дополнения должны были прийтись по нраву молодой аудитории. К 1997 году романтические дилеммы Кэрри, Остина, Майка и Сами, а также проблема отцовства Уилла Хортона и сюжетные линии битвы за опеку стали центральной темой сериала.
1990-е годы также включали и шокирующий и захватывающий и высокий в плане рейтингов сюжет 1993 года, когда Вивиан Аламейн похоронила доктора Карли Мэннинг заживо (первая и весьма противоречивая сюжетная линия от главного сценариста Рейли); и сюжетная линия 1994-1995 годов, в которой в результате поджога городской рождественской ёлки и того что она сгорела до тла — случайно находившаяся в тот момент рядом с нею Марлена Эванс становится одержимой дьяволом. Сатана, овладев её душой и телом, сеет настоящий террор и ужас по её городу и убивает некоторых персонажей, наделив её тело к тому же сверхъестественными левитационными способностями. Сюжет был воссоздан в духе стиля и жанра фильма "Экзорцист".
С 1993 по 1998 год актриса Эйлин Дэвидсон изображала в сериале нескольких персонажей из одной семьи. Её главная героиня, злодейка Кристен ДиМера, втайне ото всех страдает от выкидыша, и в панике, чтобы удержать своего любимого Джона Блэка подальше от Марлены, Кристен притворяется, что всё ещё беременна ребенком Джона. Стефано нанимает двойника, Сьюзан Бэнкс, чтобы зачать и выносить для неё ребенка (что привело к рождению ЭйДжея Димера). Эйлин Дэвидсон сумела изобразить, сыграв весь семейный клан Бэнксов, всего четверых (а также и одного мужчину из семьи), а также свою главную героиню. Дэвидсон получила свою первую дневную номинацию на премию "Эмми" в 1997 году за выдающуюся главную женскую роль в драматическом сериале.

### 2000-е годы - Настоящее время
2000 год ознаменовался новыми введениями и переменами, такими как: уход актёров вроде Луизы Сорель в роли Вивиан Аламейн и Дженсена Эклза в роли Эрика Брэди. Кен Кордей и NBC объявили о планах вновь представить бедного и несчастного и внезапно постаревшего и повзрослевшего — Брейди Блэка сразу после завершения сюжетной линии Эрика. Весной этого года Кайл Лоудер был выбран на роль нового Брейди Блэка, которому теперь было бы чуть больше 20 лет и он впервые появился в эпизоде от 21 августа 2000 года - спустя - через месяц после ухода Эклза. Брейди был романтически связан с персонажем Хлои Лейн. Пара поженилась и уехала из города в 2005 году, когда продюсеры и сценаристы решили выписать его и не продлевать контракт Лоудера.
В 2003-2004 годах во взаимосвязанных сюжетных линиях: "Сталкер Салема" и "Остров Мелсвена" — несколько персонажей предположительно погибли от рук психопата в маске; позже выяснилось, что они были похищены на потайном острове Мелсвена (Новый Салем, прочтённый и переделанный задом наперед). В 2007 году вышел специальный выпуск — телефильм "Брэди и Димера: разоблачение", рассказывающий историю о том, как началась вражда семей Брэди и Димера.
Персонажи-любимчики фанатов прошлого — вернулись в июне 2010 года на церемонию прощания с матриархом телесериала — Элис Хортон, чья героиня умерла 23 июня 2010 года. 23 июня 2011 года "Дни нашей жизни" представили Сонни Кириакиса, первого контрактного гей-персонажа сериала, который был показан в первой гей-сюжетной линии в первом гей-дневном телесериале/в мыльной опере. Фредди Смит (исполнивший роль Сонни в "Днях") сказал в своём интервью: "Он очень уверенный в себе и зрелый, он объездил весь мир и очень непредубежден. Я очень рад изобразить его". После приезда Сонни Уилли Хортон внутренне решает поисследовать свою собственную сексуальность, чтобы позже обнаружить, что он тоже является геем. Позже у него завязываются романтические отношения с Сонни. В конце концов, в результате многих видоизменений, они женятся.
26 января 2012 года эпизод 11765 был данью уважения солдатам, которые служили в Афганистане и предыдущим войнам, и группам среди них, которые вернулись оттуда живыми, а теперь находились на терапии, пытаясь исцелиться и излечиться от посттравматического стрессового расстройства, когда персонаж — Джек Деверо — решил рассказать о своём пребывании в плену там. Это было также и потому что встроенные промо-акции "Next On" были прекращены в пользу внешнего еженедельного промо.

## Исполнительные продюсеры, глав-сценаристы телесериала и другие члены съёмочной группы
Соавтор и оригинальный исполнительный продюсер Тед Кордей — был у руля «Дней нашей жизни» всего восемь месяцев — прежде чем умер от рака в 1966 году. Его вдова и коллега по созданию, Бетти Кордей, была назначена исполнительным продюсером после его смерти. Она продолжала оставаться в этом качестве при помощи Нэнси Уэсли Кенни и Ала Рабина — которые были назначены в качестве главных продюсеров, прежде чем она, частично, ушла с поста шоураннера в 1985 году, за два года до своей смерти в 1987 году. После того, как Миссис Кордей ушла на пенсию, её сын — Кен — стал исполнительным продюсером и взял под себя полный рабочий день в повседневном управлении шоу. Кен Кордей продолжает руководить шоу по сей день, и по состоянию на июль 2020 года, разделяет обязанности по ведению шоу с Альбертом Алларом (который ранее был членом режиссёрского штата сериала) в качестве со-исполнительного продюсера.
Первый долгосрочный главный сценарист, Уильям Джи Белл, начал писать для «Дней нашей жизни» в 1966 году и продолжал работать в шоу до 1975 года, через два года после того, как он создал своё собственное успешное мыло: «Молодые и дерзкие» для «Rival» — в конкуретной сети CBS. Тем не менее он продолжал работать в сериале в качестве консультанта по сюжетной линии до 1978 года. В конце 1970-х и начале 1980-х годов произошло много частых изменений на посту в должности главного сценариста. В начале 1980-х годов
Маргарет Деприст

 — помогла стабилизировать сериал своей сюжетной линией о серийном убийце. Более поздние главные сценаристы, такие как Шери Андерсон, Томас Расина и Лийя Лайман — решили опираться на эту стабильность, создавая при этом и собственные сюжетные линии, временно помогая поднять рейтинги сериала. Многие изменения в должности главного сценариста произошли после того, как Лайман покинула сериал в 1989 году и у всех последующих сценаристов — эта должность не была постоянной и стабильной, пока Джеймс Эдвард Рейли — не присоединился к шоу в этом качестве — в 1993 году. Его пребывание в должности, которое длилось четыре с половиной года включало несколько сюжетных линий на тему сверхъестественного (которые позже стали центральным элементом другого телесериала NBC «Страсти», когда созданный Рейли сериал начал выходить в эфир с июля 1999 года) — привело к повышению рейтинга до второго места в национальной системе рейтингов Нильсона. Другие сценаристы, сменившие его в 90-х годах, такие как : Салли Сассман Морина и Том Лэнган, не смогли сохранить аналогичные успехи в рейтингах, и дополнительные смены главных сценаристов продолжались до тех пор, пока Рейли — вновь после того как он, заняв свою роль в качестве главного сценариста и консультанта-продюсера «Страстей» не вернулся в сериал «Дни» — в 2003 году.
Пятикратный обладатель дневной премии «Эмми» Хоган Шеффер был назначен главным сценаристом в октябре 2006 года, но продержался в шоу менее 16 месяцев, а его последний эпизод вышел в эфир в январе 2008 года. Бывший главный сценарист Дена Хигли была повторно повышена, чтобы сменить Шеффер на этой должности и её первый эпизод в качестве глав-сценариста вышел в эфир 23 апреля 2008 года; её соавтором был Кристофер Вайстелл, который присоединился к сериалу после работы в качестве помощника главного сценариста для другого шоу: «Как вращается мир» и оставался в «Днях» до февраля 2011 года. 18 мая 2011 года Дена Хигли — была снята с должности и заменена Марлен Макферсон и Дарреллом Рэем Томасом-младшим (которые ранее работали вместе с Джеймсом Э. Рейли в качестве сценаристов над «Страстями»).
4 апреля 2012 года было подтверждено и озвучено, что Макферсон и Томас были уволены с поста соведущих сценаристов, и что их теперь заменят Вайстелл и бывший сценарист «Дней» — Гари Томлин. Два дня спустя, было подтверждено, что бывший главный сценарист «Всех моих детей» Лоррейн Бродерик присоединится к Томлину и Вайстеллу в качестве сценариста сериала. 9 февраля 2015 года «Дайджест мыльных опер» подтвердил, что Томлин и Вайтселл были отстранены от должностей соведущих главных сценаристов; журнал также подтвердил, что бывший главный сценарист Хигли вернется вместе с бывшим главным сценаристом «Молодых и дерзких» Джошом Гриффиттом; этот план изменений вступил в силу 16 февраля 2015 года. В августе 2015 года в сообщениях говорилось, что Хигли возьмет временный отпуск на шоу. По пришествии взамен другого сценариста в «Молодые и дерзкие» — Дены Хигли — Sony в свою очередь уволило и отправило в «Дни» своего главного сценариста, которая, как позже выяснилось, была бывшим главным сценаристом сериала «Дней» — Бет Милштейн, чтобы помочь Гриффиту также с переходом в «Дни» из «Дерзких», а их должности там узурпировала Хигли.
В феврале 2016 года, через несколько дней после того, как шоу было продлено на 52-й сезон, журнал: «Soap Opera Digest» — поведал зрителям, что Гриффит — покинул шоу в качестве эксклюзивного главного сценариста, а Хигли осталась; журнал также сообщил, что сценарист Райан Куан был повышен, чтобы заменить Гриффита в должности. 23 января 2017 года «Soap Opera Digest» подтвердил, что и Хигли, и Кван были уволены со своих должностей в качестве соведущих сценаристов, при этом Хигли была на совсем уволена из сериала, а Кван был повышен до вновь созданной должности в сериале: творческий консультант. Бывший главный сценарист «Одной жизни чтобы жить» и «Главного госпиталя» — Рон Карливати — был назначен в качестве замены Хигли, которая «вступила в силу немедленно»; первый эпизод Карливати в качестве главного сценариста вышел в эфир 19 июля 2017 года. В дополнение к назначению Карливати, было также объявлено, что Шери Андерсон вернется в мыло, разделив обязанности творческого консультанта вместе с Кваном. В феврале 2019 года Карливати объявил, что подписал новый контракт на продолжение работы в качестве главного сценариста; в тот же месяц назад Андерсон объявила о своем уходе из команды сценаристов.
В июле 2020 г., сообщалось, что Грег Мэн был уволен после более чем 30 лет работы в: «Soap and Corday Productions».

## Актёры и персонажи телесериала

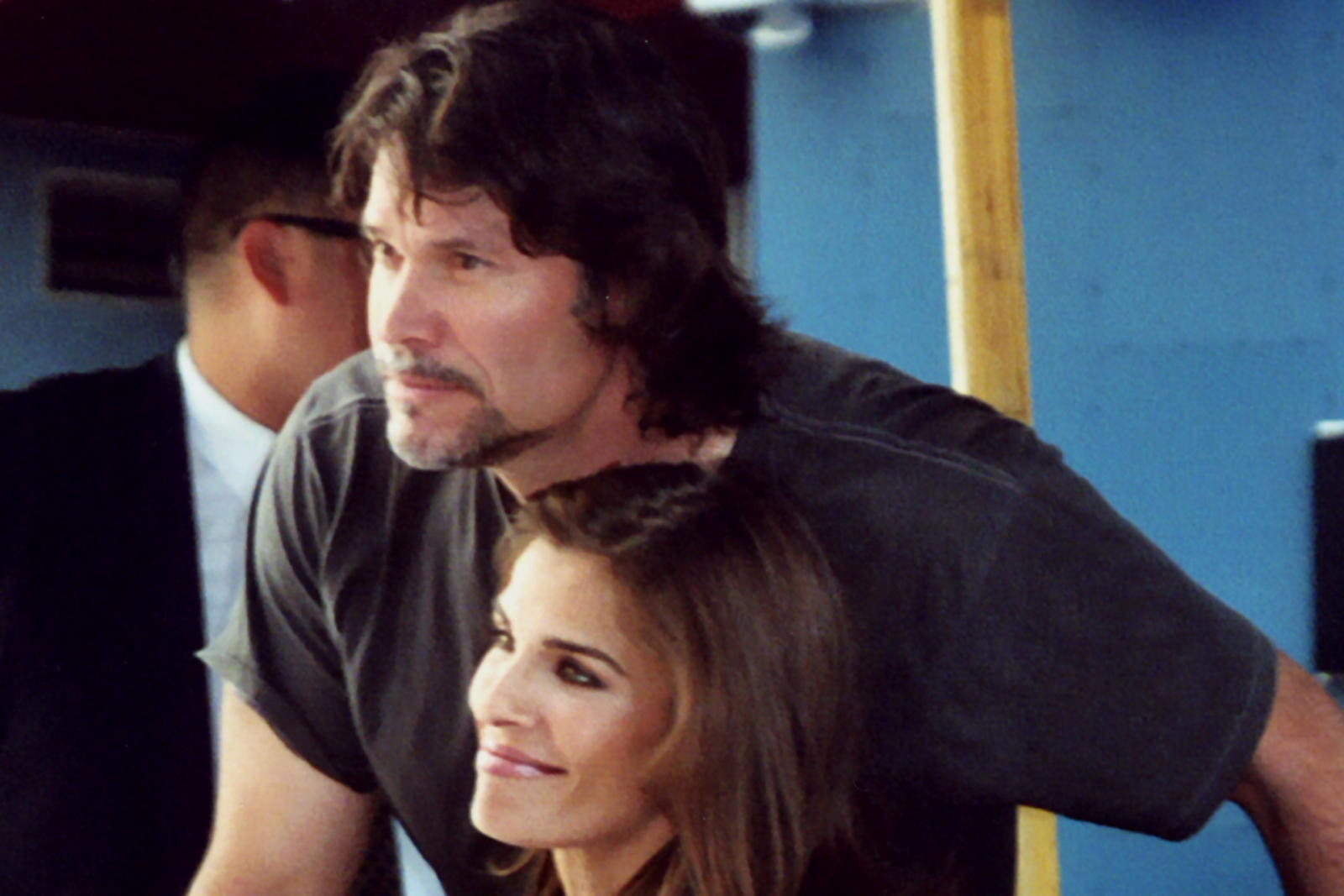
Ветераны-актёры сериала — Питер Реккел and Кристиан Альфонсо, которые играли вместе «суперкупл»-пару: Боу и Хоуп Брэди — за последние 30 лет.

Когда «Дни нашей жизни» были запущены в эфир, персонажи и их играющие актёры сериала — составляли таких семь главных героев, как: Том Хортон, Элис Хортон, Микки Хортон, Мари Хортон, Джули Олсон, Тони Мерритт и Крейг Мерритт. Когда в апреле 1975 года шоу решили удлинить до одного часа, основной актёрский состав увеличился вплоть до 27 актёров. К 25-летию сериала в 1990 году — эта цифра увеличилась до 40 человек, которые появились в сериале по контракту или в повторяющихся ролях, что является приблизительным числом основных актёров, которые составляли и составляли шоу с тех пор.
Первоначальный актёрский состав включал в первую очередь актрису — Фрэнсис Рид, сыгравшую Элис Хортон. За всю свою историю «Дни нашей жизни» более 160 раз удостаивались различных телевизионных премий (среди них 19 премий «Эмми») и получили помимо этого ещё 250 номинаций, она также была одной из старейших актрис на американском телевидении, которая оставалась по своему основному контракту в «Днях» — вплоть до своей смерти — 3 февраля 2010 г., хотя в последний раз она появлялась на шоу в декабре 2007 года. Первоначальный состав был наполнен также актёрами, включавшими в себя: Джона Кларка, сыгравшего Микки Хортона, но покинувшего сериал в 2004 году, Сюзанну Роджерс, которая начала играть в сериале Мэгги Хортон с 1973 года, участвующую в сериале до сих пор, а Сьюзан Сэфорт Хейс, которая начала играть — Джули Олсон Уильямс с 1968 года с несколькими перерывами между годами с тех пор, а также её мужа — Билли Хейса, который играл — Дуга Уильямса с 1970 года, хотя ни Сэфорт Хейс, ни Билли Хейс — не работают в сериале по контракту в данный момент, они играют свои роли до сих пор.
Также основными актёрами сериала с тех пор — являлись: Дидри Холл (Марлена Эванс), Кристиан Альфонсо , Питер Рекелл, Джеймс Рейнольдс, Мелисса Ривз, Джон Энистон, Пегги Маккэй, Лорен Кослоу, Джули Пинсон, Арианн Цукер, Шон Кристиан, Надя Бьорлин, Мэри Бет Эванс, Эйлин Дэвидсон и Джозеф Масколо.
В последние годы «Дни нашей жизни» решили нанять обратно многих бывших актёров. Двадцать из действующих ныне контрактных актёров, начиная, по крайней мере, с 1999 года — были в шоу время от времени. Среди них были такие актёры, как: Кристи Кларк (Карри Брэди), Стивен Николс (Стиви «Патч» Джонсон), Остин Пек (Остин Рид), Мэри Бет Эванс (Кайла Брэди), Джозеф Масколо (Стефано Димера) и Таао Пенглис (Тони Димера и Андреа Димера), которые, в конце концов, были возвращены в «Дни нашей жизни». Другие дополнения к шоу в последние годы включали возвращение таких актёров, как: Кристэл Чеппелл (доктор — Карли Мэннинг) и Луиза Сорель (Вивиан Аламейн). В июне 2010 года такие персонажи, как: Дженнифер Хортон (Мелисса Ривз, которая вскоре после своего ухода — вернулась в сериал на постоянной основе), Билли Хортон (которого сыграл — Джон Хи. Мартин, взявший на себя позже, в конце концов и роль — Кристофера Стоуна), Шейн Донован (Чарльз Шонесси) и Кимберли Брэди (Пэтси Пиз) — вернулись на короткое время и были широко представлены в дань уважения Элис Хортон. Среди приглашённых актёров была и Элизабет Элли.
В конце 2012 года в сериале снова была представлена и Эйлин Дэвидсон — в роли Кристиан Блейк ДиМера — одного из шести персонажей, которых Дэвидсон сыграла во время её первоначального появления в сериале на протяжении 1993—1998-х годов — после её четырнадцатилетнего отсутствия. В середине 2013 года в шоу дебютировали новые персонажи, такие как Джей Джей Деверо (Кейси Мосс) и Тереза Донован (Джен Лилли), чтобы привлечь более молодых зрителей к сериалу.
На праздновании пятидесятой годовщины мыла в 2015 году ещё несколько актёров вернулись в это «мыло», в том числе, среди них: Питер Рекелл (Боу Брэди, который был убит, в конце концов, по решению Кордея и сценаристов шоу, чтобы положить конец отношениям Боу и Хоуп), Стивен Николс и Пенглис (в роли Андреа Димеры и в роли его брата Тони, убитого в конечном итоге — в 2009 году).

## Упоминания в массовой культуре
- Сериал пародируется в популярном американском ситкоме «Друзья», где один из главных героев, начинающий актёр Джо Триббиани, является одним из актёров показа, исполняя там роль доктора Дрейка Раморе.[112] Небольшой нестыковкой является то, что Джо постоянно проживает в Нью-Йорке, а мыльная опера снимается в Калифорнии.[112] Эта пародия возможно возникла из-за того, что Джон Энистон, отец Дженнифер Энистон, исполнительницы роли Рэйчел Грин, является одним из основных актёров показа «Дней нашей жизни». Также в сериале появился Джон Беннетт Перри, отец Мэттью Перри, актёра, который играет одного из главных героев сериала.